# A Night and 43 Seconds
A Night and 43 Seconds ist ein Jazzalbum der Formation BROM. Die im Juni 2023 im Studio Zentrifuge in Berlin entstandenen Aufnahmen erschienen am 28. Juni 2024 auf Tiger Moon Records.

## Hintergrund
Der Saxophonist Alexander Beierbach, Kontrabassist Jan Roder und Schlagzeuger Christian Marien spielen in diesem Trio seit den frühen 2010er-Jahren in ihrer Heimatstadt Berlin zusammen. Das Debütalbum erschien 2013 bei Gligg Records, 2018 folgte Cardboard Sea auf dem eigenen Label der Musiker, Tiger Moon Records. Alle Stücke des Albums wurden von Beierbach geschrieben.

## Titelliste
- BROM: A Night and 43 Seconds (Tiger Moon Records TMR 014)[1]

1. A Night And 43 Seconds / It’s in the Trees / Let My Shadow Reign and Choose 15:59
2. Glimmer 5:01
3. Lacy Layers 6:40
4. Mysterious West / A Retrograde Supreme / Pendelnd 15:02
5. Triadic Trial / Nimbostratus 6:09
6. Sepia 5:45

Die Kompositionen stammen von Alexander Beierbach.

## Rezeption

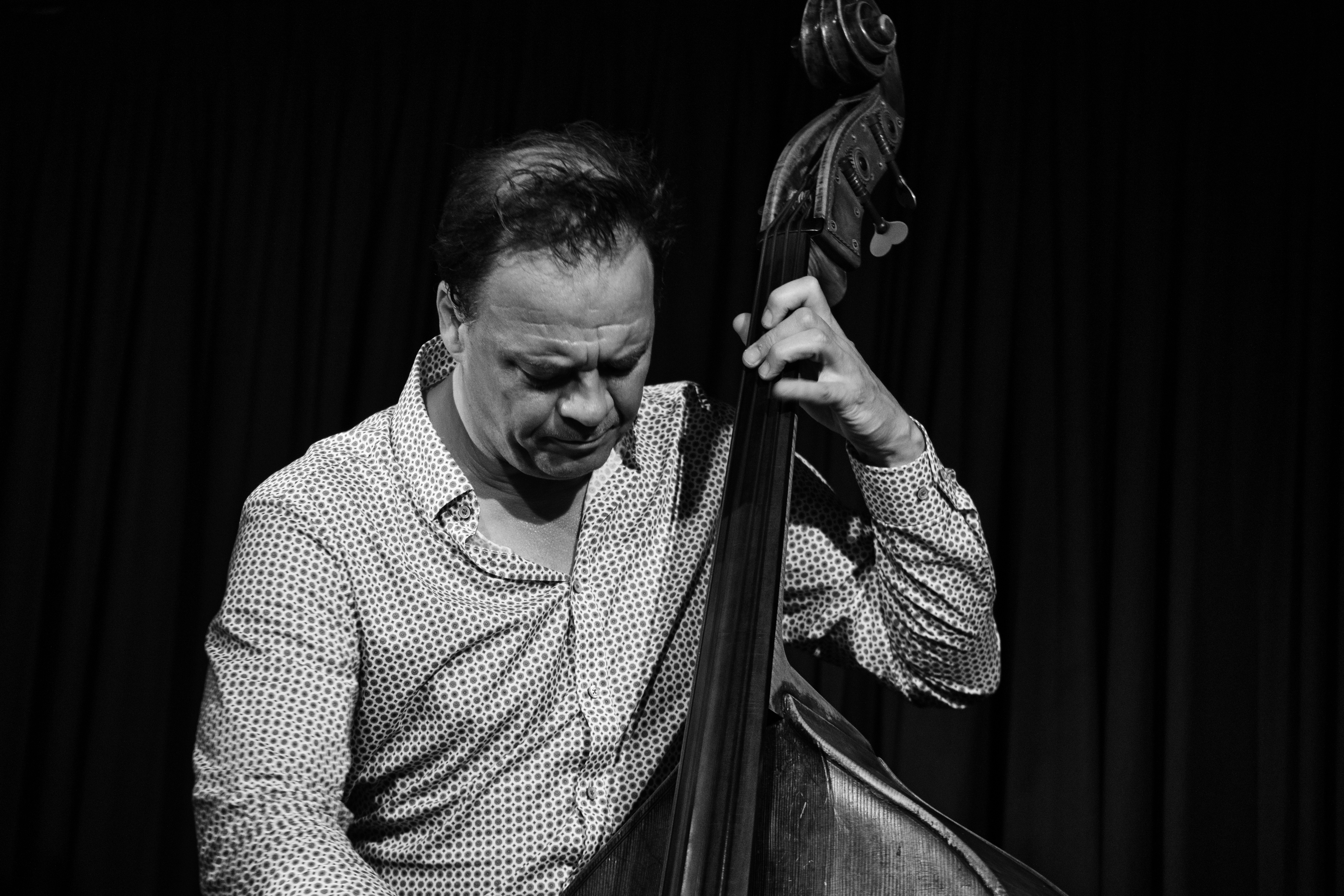
Jan Roder bei einem Auftritt im club W71, Weikersheim 2022

Es sei eine hervorragende Trio-Platte mit drei Musikern geworden, die sich gut kennen, schrieb Jan Granlie in Salt Peanuts. Auch wenn alles, was auf dem Album präsentiert werde, im Voraus sorgfältig geplant sei, klinge es spontan, und die drei würden sich durch hervorragendes Spiel auszeichnen. Schon zu Beginn würde das unverkennbare „Berlin“-Feeling aufkommen. Es sei schon ein bisschen seltsam, aber vieles, was die Musik der Berliner Musiker hervorbringe, habe seinen ganz eigenen Fingerabdruck. Er sei europäisch, habe aber deutliche Wurzeln im Jazz, den wir in den letzten Jahren aus dem besten Teil des amerikanischen Jazz erhalten haben – ganz so, wie man etwa die Musik aus Brooklyn einordnen könne.